# 12e cérémonie des Gérard de la télévision
Les Gérard de la télévision 2018 est la douzième édition des Gérard de la télévision, une cérémonie parodique qui récompense chaque année les « pires » produits et personnalités du paysage audiovisuel français (PAF). Elle est la deuxième cérémonie des Gérard de la télévision à se dérouler en fin d'année télévisuelle (mai-juin).
La cérémonie a lieu le 4 juin 2018 au théâtre du Point-Virgule à Paris, et est diffusée en direct sur la chaîne Paris Première.

## Palmarès et nominations

### Gérard du retour coup de théâtre qui fait encore plus flipper que le retour du mec à la fin du film à qui tu as mis trois balles pour être sûr qu'il était mort, plus une quatrième directement dans la tête pour bien voir sa cervelle sortir de sa tête et être sûr qu'il ne se relèvera pas, et pourtant il se relève et vient vers toi en bavant
- Jean-Marc Morandini dans Morandini Live (CNews)
  - Bernard Montiel dans Touche pas à mon poste ! (C8)
  - Vincent Lagaf' dans un jeu bizarre autour du bowling (C8)
  - Olivia Adriaco dans Les Jardins d'Olivia (My Zen TV)
  - Énora Malagré dans la Women Trend Family, un truc sur le web (WTF)

### Gérard de l'animateur qui fait tellement peur quand il parle, que tu dis à ton gosse qu'il va venir lui lire une histoire quand il refuse de finir son filet de flétan
- Jean-Jacques Bourdin (BFM TV)
  - Éric Zemmour (Paris Première)
  - Christophe Hondelatte (France 3)
  - Frédérique Lantieri (France 2)
  - Marianne James (France 2)

### Gérard de l'émission « bistro du coin » où on débat entre couilles sur la question de savoir si y aurait quand même pas un problème avec les bonnes femmes et les arabes
- L'Heure des Pros avec Pascal Praud (CNews)

### Gérard du légume
- Le petit pois dans la tête de Gilles Verdez dans Touche pas à mon poste ! (C8)
  - La carotte fondante, cuisinée avec de la coriandre, du cumin et beaucoup d'amour par Adrien dans l'épisode 2747 de Top Chef (M6)
  - Le brocoli braisé, cuisiné avec du curry, du lait de coco et cuisiné avec beaucoup d'amour par Jean-Baptiste dans l'épisode 10783 d'Objectif Top Chef (M6)
  - La courgette gratinée, cuisinée avec du fond de veau, de la muscade et beaucoup d'amour par Monique dans l'épisode 34678 d’Un dîner presque parfait (W9)
  - L'endive dans tous les épisodes de The Voice (TF1)

### Gérard du retour de la mamie
- Claire Chazal, dans Entrée libre (France 5)
  - Anne Sinclair, dans Fauteuil d'orchestre (France 3)
  - Evelyne Thomas, dans C'est mon choix (Chérie 25)

### Gérard de la chaîne qui a plus un nom de pseudo pour traîner sur les sites de rencontre la nuit que pour faire venir les téléspectateurs.
- Viceland
  - Chérie 25
  - Piwi+
  - 6ter
  - Nickelodeon
  - Numéro 23
  - Virgin 17

### Gérard de l'émission de Canal+ dont tu as appris l'existence parce qu'un jour ton chat a appuyé accidentellement sur la chaîne numéro 4 de la télécommande alors qu'il était en train de courser une mouche dans l'appart'
- La Case en +, avec Cyrille Eldin
  - Cette semaine madame, avec Marion Seclin
  - Canalbis, avec Jordi et Martin
  - Crac Crac, avec Monsieur Poulpe
  - L'Info du vrai, avec Yves Calvi

### Gérard de l'animatrice sur laquelle tu fantasmais avant et qui te fait comprendre que t'as pris un sérieux coup de vieux quand tu la vois un après-midi sur une chaîne du service public entre deux pubs pour Menoposita sécheresse intime et juste après la série allemande qui va à 2 à l'heure
- Faustine Bollaert, dans Ça commence aujourd'hui (France 2)
  - Sophie Davant, dans Affaire conclue (France 2)
  - Daphné Bürki, dans Je t'aime, etc. (France 2)

### Gérard de l'émission d'humour dont le seul truc qui fait rire, c'est les audiences
- Les Gérard, avec Frédéric Royer, Stéphane Rose, Émilie Arthapignet et Jérôme de Verdière (Paris Première)
  - Samedi, c'est parodie, avec Michel Drucker (France 2)
  - Code promo, avec Stéphane Bern (France 2)
  - Éric et Quentin à la montagne, avec Éric et Quentin (TMC)
  - Éric et Quentin, le meilleur des pires, avec Éric et Quentin (TMC)

### Gérard de l'émission qui pourrait quand même s'acheter une montre
- 7 à 8, qui commence à 17 h 15 (TF1)
  - Midi en France, qui commence à 11 h 15 (France 3)
  - 13h15, le dimanche, qui commence à 13 h 25 (France 2)
  - William à midi !, qui commence à 12 h 40 (C8)

### Gérard de l'émission où on bouffe vraiment n'importe quoi
- Touche pas à mon poste !, l'émission où on avale sa dignité (C8)
  - The Wild, l'émission où on mange des vers vivants (M6)
  - Koh-Lanta, l'émission où on mange des larves de mouches (TF1)
  - L'Émission politique, l'émission où on avale des couleuvres (France 2)
  - Le Journal du hard, l'émission où on mange des pénis (Canal+)
  - Les Enfants de la télé, l'émission où tu te dis « Putain, elle a mangé Évelyne Leclercq » (France 2)

### Gérard de l'animatrice dont on n'a plus du tout de nouvelles et franchement, ça commencerait à nous inquiéter, on lancerait bien une alerte enlèvement mais en fait en y réfléchissant bien, on s'en fout
- Alessandra Sublet vue pour la dernière fois sur TF1 le 24 décembre 2016
  - Daniela Lumbroso vue pour la dernière fois sur France 3 le 23 juin 2013
  - Ariane Massenet vue pour la dernière sur C8 le 27 juin 2014
  - Maïtena Biraben, vue la dernière sur Canal+ le 2 juin 2016

### Gérard du scoop
- « La neige perturbe la circulation automobile » (BFM TV)
  - « La Seine déborde » (BFM TV)
  - « La grippe est violente cette année » (BFM TV)
  - « Le beau temps revient » (BFM TV)

### Gérard de l'animateur qui a une tête à jouer le méchant dans un téléfilm de France 3
- Mac Lesggy dans E=M6 (M6)
  - Karim Rissouli dans C Politique, le débat (France 5)
  - Gilles Verdez dans Touche pas à mon poste ! (C8)
  - Benjamin Castaldi dans Touche pas à mon poste ! (C8)
  - Vincent Lagaf' dans un jeu bizarre autour du bowling (C8)
  - Gilles-William Goldnadel dans Les Terriens du dimanche ! (C8)

### Gérard de l'idée du siècle
- Laurent Ruquier, pour apporter un côté plus féminin et plus tolérant à On n'est pas couché en prenant comme chroniqueuse Christine Angot.
  - La direction de C8, pour rajeunir l'audience de C8 en confiant la tranche de midi à William Leymergie.
  - La direction de France 2, pour donner un côté convivial et pas trop parisien aux après-midis de la chaîne en faisant venir Daphné Bürki.

### Gérard du duo d'animateurs qui ont un nom de biscuits solidaires sans gluten au cacao bio de Madagascar issu du commerce équitable
- Églantine et Jamy (France 3)
  - Jordi et Martin (Canal+)
  - Mathieu et Thomas (W9)
  - Catherine et Liliane (Canal+)
  - Olivier et Sidonie (France 2)

### Gérard du concours de bites
- Cyril Hanouna et Yann Barthès dans « C'est qui qui fait le plus d'audience ? », tous les soirs sur C8 et TMC.
  - Edwy Plenel et Jean-Jacques Bourdin dans « C'est qui qui pose la question la plus agressive à Emmanuel Macron ? », le 15 avril 2018 sur BFM TV.
  - Thierry Ardisson et Stéphane Guillon dans « C'est qui qui sort la phrase la plus assassine sur l'autre ? », dans les magazines télé.
  - Frédéric Royer et Jérôme de Verdière dans « C'est qui qui va raccompagner Émilie chez elle ce soir ? » sur Paris Première.

### Gérard d'honneur pour l'ensemble de sa carrière
- Valérie Damidot

### Gérard de l'animateur dont tu sais pas s'il est toujours vivant ou si c'est des redifs
- Jean-Pierre Foucault dans Miss France (TF1)
  - Michel Drucker dans Vivement dimanche prochain (France 2)
  - Valérie Pascal dans M6 Boutique (M6)
  - Marie-Ange Nardi et Alexandre Devoise dans Téléshopping (TF1)
  - Évelyne Thomas dans C'est mon choix (Chérie 25)

### Gérard de la boule
- La boule noire qui a empêché Bernard et Odette de gagner Motus du 17 mai 2018.
  - La boule 33 qui a permis à Monique et Josiane de compléter la grille Motus du 18 septembre 2017.
  - La boule 12 qui a permis à Jean-Pierre et Solange de compléter la grille Motus du 15 mars 2018.

### Gérard du concept d'émission inventé par des créatifs sous cocaïne, sauf que leur dealer s'est gouré et leur a vendu du crack coupé à l'essence
- « C'est un mec qui va faire chier les gens pour dormir gratis chez eux, alors que lui il se prend un bon petit chèque à la fin du mois », pour J'irai dormir chez vous avec Antoine de Maximy (France 5)
  - « C'est des gens qui vendent des lampes à des brocanteurs pour 30 € », pour Affaire conclue avec Sophie Davant (France 2)
  - « C'est des gens qui participent à un jeu, mais qui ne doivent surtout pas donner la bonne réponse », pour Personne n'y avait pensé ! avec Cyril Féraud (France 3)
  - « C'est des Marseillais, ils vont en Australie », pour Les Marseillais Australia avec Kévin, Anthony, Adixia et Jessica (W9)

### Gérard de la meilleure blague deTex
- « Quel est le point commun entre un homosexuel et un sauteur à l'élastique ? »
  - « Qu'est ce qu'on dit à une femme qui a déjà les deux yeux au beurre noir ? »
  - « Un juif et un arabe sont dans un bateau »
  - « C'est une prostituée qui a des hémorroïdes »

### Gérard de la table avec des chroniqueurs autour qui viennent parler de l'actualité
- La table mycosée de Je t'aime, etc. (France 2)
  - La table en merisier de C à vous (France 5)
  - La table en alu des Terriens du dimanche ! (C8)
  - La table en bobo bois de Quotidien (TMC)

### Gérard de l'accident industriel
- L'ensemble de la grille de Canal+
  - Nouvelle Star avec Shy'm (M6)
  - Quadras avec François-Xavier Demaison (M6)
  - Toque Show avec Norbert Tarayre (M6)
  - M. Pokora & Friends avec M. Pokora (M6)
  - L'hommage à Johnny Hallyday, avec Johnny Hallyday, encore vivant (M6)

### Gérard de l'animatrice
- Daphné Bürki dans Je t'aime, etc. (France 2)
  - Cristina Córdula dans Les Reines du shopping (M6)
  - Claire Chazal dans Entrée libre (France 5)
  - Roselyne Bachelot dans La République LCI (LCI)
  - Faustine Bollaert dans Ça commence aujourd'hui (France 2)

### Gérard de l'animateur
- Cyril Hanouna dans Touche pas à mon poste ! (C8)
  - Laurent Delahousse dans le JT (France 2)
  - Jean-Marc Morandini dans Morandini Live (CNews)
  - Vincent Lagaf' dans son jeu autour du bowling (C8)
  - Laurent Ruquier dans On n'est pas couché (France 2)

### Source
- Marie-Caroline Cabut, « Les Gérard de la Télévision (Paris Première) : Les lauréats sont... » sur Télé 7Jours, 5 juin 2018